# August Schaffer
August Schaffer (* 3. Juli 1905 in Wien; † 23. Mai 1986 ebenda) war ein österreichischer Radrennfahrer.

## Radsportkarriere
Schaffer war Mitglied in Wiener Sport-Club. Sein Schwerpunkt war der Bahnradsport, er bestritt aber auch Straßenrennen. Er dominierte als Amateur in Österreich von 1926 bis 1932 die Sprintdisziplinen, die damals als Fliegerrennen bezeichnet wurden.
Am 4. September 1927 trat er auf der Hernalser Radrennbahn beim Länderwettkampf im Bahnrennen zusammen mit seinem Klubkameraden Franz Dusika für Österreich gegen Ungarn an.
1928 startete August Schaffer bei den Olympischen Spielen in Amsterdam in zwei Disziplinen, im Sprint sowie im Tandemrennen (gemeinsam mit Franz Dusika). 1932 gewann er wiederum mit Dusika bei der österreichischen Meisterschaft im Tandem den ersten Platz. Auch im Einzel konnte er den nationalen Titel holen. Insgesamt gelang ihm dies fünfmal (1924, 1926–27 und 1931–32). Bei den Weltmeisterschaften in Rom schied er in der zweiten Runde aus.

## Weiteres bekanntes Leben
Zusammen mit Franz Dusika erwarb er 1935 ein Radgeschäft in Wien. Sie vertrieben auch die sogenannten Schaffer-Dusika Radmodelle und veranstalteten 1939 das erste von mehreren Schaffer-Dusika-Straßenrennen durch das Zentrum von Wien. Er wurde am Hernalser Friedhof bestattet.